# Marieke Blom
Marieke Blom (Alkmaar, 30 juli 1974) is een Nederlands econome.

## Biografie
Blom groeide op in het West-Friese dorpje Waarland en ging in Heerhugowaard naar school. Ze haalde een propedeuse in de psychologie en een doctoraal in algemene en monetaire economie aan de Universiteit van Amsterdam. Na onder andere gewerkt te hebben als analist voor de ABN Amro Bank en als politiek adviseur voor de Partij van de Arbeid voor de deelraad Amsterdam Centrum en de Tweede Kamer, werd Blom in 2014 hoofdeconoom van de ING Bank in Nederland. In juli 2022 werd ze benoemd tot wereldwijd hoofdeconoom en hoofd van de onderzoeksafdeling van de bank.
In die jaren duidt Blom regelmatig de Nederlandse economische ontwikkelingen in de media, waaronder televisieprogramma's als Nieuwsuur, Jinek en Op1. Ze is tevens commissielid van het Nationaal Groeifonds, het fonds van twintig miljard euro waarmee het kabinet onder meer geld in vergroening, infrastructuur en onderzoek wil investeren.

## Privéleven
Blom is getrouwd en heeft twee dochters. Na de geboorte van haar eerste dochter kreeg ze borstkanker, waarvan ze genas.

## Wetenswaardigheden
- Door de Volkskrant werd Blom in de Top 200 van invloedrijkste Nederlanders van 2020 op positie 108 gezet.[8]
- Blom is de winnaar van de twaalfde landelijke Vrouw in de Media Award in 2020.[9]